# Corydoras adolfoi
Corydoras adolfoi es una especie de pez de la familia Callichthyidae en el orden de los Siluriformes.

## Morfología
Los machos pueden llegar alcanzar los 5,7 cm de longitud total.

## Distribución geográfica
Se encuentran en Sudamérica: cuenca del río Negro.